# Kímovsk
Kímovsk (del ruso: Ки́мовск) es una ciudad del óblast de Tula, en Rusia, centro del raión homónimo. Está situada a 65 km (69 km por carretera) al sudeste de Tula. Su población era de 28.370 habitantes en 2010.

## Historia
Kímovsl fue fundada durante la Segunda Guerra Mundial, en relación con la explotación intensiva del carbón de la cuenca hullera de Moscú. Se pusieron en funcionamiento numerosas minas en las tierras de un koljoz llamado "Internacional comunista de la juventud" (del ruso: Коммунистический интернационал молодёжи), abreviado en ruso "КИМ" (KIM), de donde deriva el nombre de la localidad: Kímovsk. Los mineros fueron alojados en una ciudad llamada Mijáilovka (Миха́йловка). En 1948, Mijáilovka fue rebautizada como Kímovsk, recibiendo el estatus de ciudad en 1952.

## Demografía
| 1959   | 1970   | 1979   | 1989   | 2002   | 2007   |
| ------ | ------ | ------ | ------ | ------ | ------ |
| 39 500 | 44 500 | 42 100 | 38 294 | 33 169 | 29 700 |

## Economía
Se explota la lignita en la región de Kímovsk. La industria comprende varias fábricas: PO Apogéi (ПО "Апогей") fábrica equipamientos de radio; y otras dedicadas a la confección, productos alimentarios y elementos de hormigón armado.